# 北勝富士大輝
北勝富士 大輝（ほくとふじ だいき、1992年7月15日 - ）は、埼玉県所沢市久米出身で、八角部屋所属の元大相撲力士。現在は年寄・大山を襲名している。本名は中村 大輝（なかむら だいき）。身長185cm、体重162kg、血液型はA型。得意技は押し。最高位は東小結（2020年3月場所）。好物はステーキ、寿司、牛すじ煮込み定食。嫌いなものは梅干し、辛い物。所沢市出身者初の幕内力士。平成4年度生まれの関取を指す「花のヨン組」の1人。幕内昇進までは、大輝 明道（だいき あきみち）を名乗った。

## 来歴

### アマチュア時代
乳児期には9つ上の姉がミルクやおむつの世話をしばしば行っていたが目を離すとすぐにその場からいなくなる子であったため、外を歩くときは縄跳びの縄で縛って犬の散歩のようにして、どこかに行ってしまわないようにされた。幼稚園児の頃、デパートで迷子になる度に自ら迷子係の所へ行き「お母さんが迷子になっているから、放送してください」と頼み、次第に両親も中村がいなくなっても心配せず放送を待つようになった。幼少期よりサッカーや水泳など多くのスポーツに親しんでおり、おむつをつけているときからやっていたスキーの腕前は3歳の頃に上級者コースで滑るほどであった。所沢市のわんぱく相撲で小学2年生、3年生のときに続けて同じ相手に負けて準優勝に終わったため、優勝トロフィーが欲しさに所沢市立南小学校4年生から隣接する入間市の相撲道場である入間少年相撲クラブに通った。クラブに通ったばかりの頃は弱く、稽古でも同級生に勝てず大会でも1回戦で負けてばかりであったため、親から「お前、見込みないからやめちゃえ」と言われたこともあり、本人はそう言われるたびに歯を食いしばって稽古した。小学5年生の頃から急激に強くなり、埼玉県内では無敵になった。6年生のときにクラブが埼玉県の大会で初めて優勝して監督が喜んだのは中村にとって良い思い出である。所沢市立南陵中学校では柔道部に所属し、市大会で優勝の実績を持つが、相撲の大会と日程が重なったため県大会は欠場した。相撲のほうは中学2年生で立川錬成館に移籍。3年次に全国都道府県中学生相撲選手権大会で優勝しているが、うれしさのあまり気持ちが高ぶって過呼吸になったため団体戦は欠場した。埼玉栄高校に進学すると3年次に高校総体で優勝し、高校横綱のタイトルを獲得した。埼玉栄高校の相撲部監督である山田道紀からは挨拶や礼儀、相手を思いやる気持ちや感謝の心を学んだ。相撲が取れるのは周囲の人物のおかげであり、決して当たり前のことではないということを学んだ。日本体育大学体育学部武道学科進学後は2年次に東日本学生相撲個人体重別選手権大会135キロ以上級に優勝して個人初タイトルを獲得。同じ年には全国学生相撲選手権大会で個人優勝し、大相撲の幕下15枚目格付出資格を獲得した。3年次には国体の相撲競技成年男子の部で優勝し、タイトル獲得から1年間しか行使できない幕下15枚目格付出資格を再取得。しかし、大学まで行かせてくれた両親のことや、当時履修中だった教職課程のことがあって中退はせず、最終的に大学では個人タイトル13冠となったが、4年次に幕下付出資格を得られる3大タイトルを1つも獲得できずに幕下付出の権利を失った。幕下付け出しの権利を失ったことに関しては、2021年1月場所後の記事で「後悔はない。4年間大学に通わせてくれた両親に感謝です」と話していた。

### 大相撲入門後
大学卒業後は八角親方（第61代横綱・北勝海）の相撲に憧れて八角部屋に入門。入門の動機として八角部屋のゼネラルマネージャーである長谷川秀一に誘われたという点も大きい。2015年3月場所で初土俵を踏み、前相撲は2連勝で1番出世。入門同期生には御嶽海、宇良らがいる。初めて序ノ口の番付に名前が載った5月場所は4日目に宇良に破れてプロ初黒星を喫したが、残りは全て勝って6勝1敗。序二段で迎えた7月場所は、両目の結膜炎で稽古不足ながら、7戦全勝で宇良との優勝決定戦に進み、雪辱を果たして序二段優勝。続く9月場所は三段目で7戦全勝優勝。11月場所で幕下に昇進後も4場所連続で勝ち越し、負け越し知らずで2016年7月場所での新十両昇進が決定した。7月場所の大相撲中継の新十両紹介コーナーでは「御嶽海関を超すのが目標」と話し、この場所は10勝5敗の勝ち越しに終わった。十両2場所目の9月場所では初日黒星発進から最終的に12勝3敗の好成績を挙げて十両優勝を果たした。この好成績により11月場所では新入幕を果たし、同時に四股名を師匠・八角の現役名と、八角の師匠でNHK大相撲中継の専属解説者を務めた北の富士から取った「北勝富士」に改めた。この四股名から、当時どれほど期待されていたかが窺える。前相撲から所要10場所での新入幕は年6場所制が定着した1958年以降に初土俵を踏んだ力士としては大砂嵐に並び2番目のスピード出世。北勝富士は福岡市南区の八角部屋の宿舎で新入幕会見を行い「早く番付を駆け上がりたいという強い気持ちでやってきたのでうれしいです」と喜びを語った。さらに「名前を汚さないようさらに精進して頑張りたいです」と決意を語り、今後対戦したい力士として同学年で大学時代にしのぎを削った新小結・御嶽海と同じ高校の先輩の大関・豪栄道を挙げた。八角親方は「いい名前と言われるかどうかは自分の頑張りしだい。新入幕でどこまでやるか楽しみだね」と期待を寄せていた。10月3日、所沢市役所を訪れ、藤本正人市長に優勝を報告した。北勝富士は「偉大な二人の名前をいただいたので、一層稽古に励みたい。どんどん前に出て、相手の嫌がる相撲をしたい」と力を込めた。市側から市観光大使への就任を要請された北勝富士は、これを快諾した一方、藤本市長に地元の後援会長就任を要請。藤本市長は「横綱を目指して頑張って」とエールを送った。この新入幕の場所では9勝6敗と勝ち越した。
幕内上位も窺う西前頭5枚目まで番付を上げた2017年3月場所は、場所直前に右ふくらはぎの肉離れというアクシデントの影響もあって前半戦では5連敗を喫するなど不調であった。後半戦で立て直したが、14日目に入門以来初となる負け越しが決定した。この場所9日目の貴ノ岩戦では流血するハプニングがあった。しかし怪我をした中で7勝を挙げ、これにより「自分の力を出せれば負けない」という自信が付いた5月場所は東前頭7枚目の地位で10勝5敗の好成績を残し、これは自身初の幕内二桁勝利。初の上位対戦となる西前頭2枚目に番付を上げた7月場所は、初日に新大関・髙安を破ると、3日目には横綱・鶴竜を押し出しで破り初金星を上げた。3日目の支度部屋では「最高の舞台に立てて、やる前から鳥肌が立っていた。（勝ち残りで）たまりに座っていても、何が何だか分からなかった。目頭が熱くなった」と横綱初挑戦にして金星を獲得したことに興奮気味であった。この場所は14日目に石浦を押し出して勝ち越しを決め、三賞選考会で千秋楽の勝利を条件に敢闘賞の候補に挙がったが、琴奨菊に渡し込みで敗れて自身初の三賞を逃した。北勝富士は三賞について「意識しない方がおかしい。嫌でも耳に入る。調子は良かったが緊張が勝った」と残念がっていた。8月1日の夏巡業豊田場所では髙安の胸を借りて三番稽古を9番行った様子が伝えられている。最後の1番だけ押し出すことが出来たが、「僕の息が上がっていたので力を抜いて形にしてくれた」と謙遜。その他にも夏巡業では上位陣にたっぷりと胸を借りた。7日の本庄場所では同じ埼玉県出身の大栄翔と並んで握手会を行った。引き続き上位対戦となる東前頭2枚目の地位で迎えた9月場所では、日馬富士を破り2つ目の金星を挙げる活躍を見せたものの、場所中に左手首を骨折した影響もあり12日目に負け越しが決まったが、13日目から3連勝して7勝8敗。本人は後に骨折した左手首について「その中でよく7勝できたな」と振り返っている。続く11月場所は、7日目に初顔合わせとの横綱・稀勢の里を寄り切りで破り、3場所連続3つ目の金星を上げた。激闘に興奮した観客席からは、座布団の代わりに何故かトイレットペーパーが飛んだという。その日の支度部屋では「前の2個より（力を）出し切ったし、取り口を覚えています。うれし涙は3個目だから、いいですよ」と笑顔で答えている。10日目の千代大龍戦で勝ち越しを果たしたが、この日（11月21日）は父親の誕生日であり、北勝富士は「相手の引きは頭にあったので、前に前に意識して出ました。今日は父親の誕生日なんで、勝ち越せて良かったです。全体的に前に出ているんで良かったです。（兄弟子の）隠岐の海も勝ち越し? 2人で勝ち越せて良かったです」とコメントしている。最終的のこの場所は11勝4敗で技能賞を獲得。2018年1月場所は、三役から平幕に落ちる星の力士がいなかったため、前場所から2枚半上昇にとどまる東前頭筆頭で迎えた。平幕で11勝の翌場所に三役に昇進できなかった例では、最も少ない昇進幅となった。この場所不調の白鵬から金星を獲得した以外は振るわず、最終的に自身初の2桁黒星となる4勝11敗の大敗を喫した。因みに4場所連続金星獲得は幕内では1999年5月場所の土佐ノ海以来史上2例目。続く3月場所は5枚半下降とやや番付運に恵まれ西前頭6枚目の地位に就いた。9月場所は初日から7連勝で、特に序盤の5番は5勝中4勝が押し出しと押しが冴えに冴えていた。この場所は後半失速して9勝6敗に終わるが、勝った9番中6番が押し出しであった。2019年1月場所は6日目から2日連続で不戦勝を勝ち取る幸運に恵まれ（後述）、9勝6敗の勝ち越し。これによって続く3月場所は新小結（西小結）となったが、大関以上には角番大関の栃ノ心にしか勝てないなど幕内上位の壁に阻まれ、11日目に負け越しを確定させた。時事通信も「存在感示せず」と残念がり、本人も場所中の支度部屋で「三役になって満足をしてしまったのかも。もっと向上心を持たないといけない。地力、馬力もまだまだ足りない」と反省の弁を続けたが、残りの4日は全勝して7勝8敗と負け越しを最小限に留めた。9月場所は1番も勝てず休場した白鵬からの金星を除いて大関以上からは白星を奪えず、7日目まで1勝6敗と上位の壁に阻まれたが、残りの小結以下との対戦では全勝して9勝6敗と勝ち越した。小結に復帰した九州場所は、三役以上からの白星は関脇の御嶽海と不調の大関の高安からのみで、6日目まで4勝2敗と序盤は好調であったものの7日目から5連敗と途中から崩れ、13日目に負け越しを確定させる。残りを2連勝して7勝8敗と踏みとどまったが、平幕への陥落は決定的となり三役の壁に阻まれた結果となった。
東前頭2枚目の地位で土俵に上がった2020年1月場所は11勝4敗。序盤戦で2横綱（白鵬戦は不戦勝）、2大関を破った押し相撲が評価されたことからこの場所は技能賞を受賞。
3度目の小結となった3月場所では、2日目に横綱・鶴竜を破るも4日目から8連敗を喫した。最終的には4勝11敗とした。
西前頭5枚目でむかえた7月場所では、13日目に勝ち越し、9勝6敗となった。
東前頭2枚目でむかえた9月場所では、3日目に大関・貴景勝を破るも、6勝9敗で終えた。
東前頭4枚目でむかえた11月場所では、初日から4連勝するも、5日目以降、小結・照ノ富士、大関・貴景勝らに敗れ、4連敗するも、9日目以降は再び星を伸ばし、7連勝とし、11勝4敗で場所を終えた。この場所では、三役以上で勝てたのは西小結・高安のみであったが、平幕力士には星を落とすことがなかった。

2018年7月場所以来の前頭2桁台での土俵となった2021年11月場所では11勝4敗の好成績を残した。番付を落としただけに「番付を落とした分、少しは元いた地位に近づけたかなと思います」と話し、「上位と下位の違いを肌で感じた。同じ幕内でも世界が違う」としみじみ話していた。
2022年1月場所では、10日目に全勝であった御嶽海を押し出しで破る殊勲の星を上げ、これには師匠の八角も「今日は北勝富士を褒めてやってよ」と報道陣の電話取材に相好を崩した様子であった。本人は「（相手が）全勝とかは意識せず、負けたくない相手なんで一生懸命やって結果が出たのはよかった」と語っていた。9月場所は絶好調で、7日目終了時点で幕内でただ1人の全勝となった。9日目終了時点でも全勝を守り抜き、これに対して師匠の八角理事長は「残りも同じように相撲を取ること。（優勝する）実力はないんだから焦らずに、調子が良く体が動くときに勝つこと」と評した。しかし10日目の髙安戦で押し倒しに敗れ、連勝が止まるとそこから連敗を喫し13日目終了時点では2敗で単独トップの玉鷲を髙安と共に1差の3敗で追う立場となった。14日目には4敗目を喫して優勝争いから脱落。さらに、千秋楽の大栄翔戦に勝てば敢闘賞の受賞が実現したが、敗れて実現せず。この場所は10勝5敗と5場所ぶりの2桁白星。場所後の取材で本人は「自分の場合はいつもなら11日目とか13日目とかぐらいに勝ち越しが決まる。連勝を続けるのは難しいし、場所終盤に何とか勝ち越せることが多い。だけど今回は初めて初日から8連勝して8日目に勝ち越しが決まった。だから『まだあと7番もあるの?』という気持ちになってしまった」と重圧と戦っていた胸の内を明かした。2023年7月場所前の記事では「これくらいの年代で1回力が落ちるけど、そこから頑張ったやつが35～36までできると先輩から聞いた。腐らずやっていきたい」との本人の談話が掲載された。場所では12日目から優勝争いのトップに並び、13日目には単独トップに立つも、14日目に初顔合わせの伯桜鵬に敗れ、3敗となり豊昇龍、伯桜鵬と並んだ。千秋楽でその日の取り組みを待たずに敢闘賞を受賞することが決まった。本割では錦木を破り豊昇龍とともに三敗同士での優勝決定戦に臨むも、敗れて優勝を逃した。場所後の15代武蔵川のコラムでは「今場所のどこがよかったかって、申し訳ないけど、他がだらしないからたまたま勝ち進んだ、というイメージなんだなぁ」と切り捨てられた。9月場所は初日から3日目にかけて貴景勝、豊昇龍、霧島の3大関を撃破。2024年1月場所は中日の豊昇龍戦で膝を負傷し、付け人と警備担当の親方の方を借りて花道を引き上げた。9日目から休場。2月17日に都内のホテルで挙式披露宴を行い、約20人の関取を含む相撲関係者ら600人以上が出席した。2020年1月に婚姻届けを提出してから4年越しの実現であった。「長かったですね。4年もかかるとは」と感慨深げ。21年3月には長男が誕生し「家族3人で笑顔の絶えない幸せな家庭をつくりたい」と目を細めた。2024年は小結だった2023年11月場所から5場所連続で負け越すなど9月場所以外5場所で負け越し、東前頭13枚目で迎えた7月場所では6勝9敗と3つ負け越したものの翌9月場所は同地位据え置きと番付運に恵まれた一方、東前頭12枚目で迎えた11月場所で7勝8敗と負け越した次の2025年1月場所は1つの負け越しで2枚落とされ東前頭14枚目となる。11月場所後に右膝膝蓋骨脱臼で手術を受け、冬巡業を休場。続く2025年1月場所も初日から全休、3月場所は2016年9月場所以来8年半ぶりの十両となる東十両8枚目となったが11日目に負け越しが決定。14日目の幕下宮城との一番で右膝を再び痛めて千秋楽を休場したため、この場所は3勝12敗で翌場所の幕下陥落が確実となり、5月場所は西幕下3枚目まで番付を下げた。
2025年5月場所は初日から休場していたが、場所5日目の5月15日に現役引退を表明した。思い出の取組には白鵬に勝った一番と御嶽海との対戦を挙げた。引退後は年寄・大山を襲名し、八角部屋付き年寄として後進の指導に当たっている。

## 取り口
2017年7月場所後の座談会で錣山（元関脇・寺尾）が語ったところによると、アマチュア時代は捌いて勝つ相撲であったが、角界入り後は立合いの当たりで一遍に決める相撲へ変わった。報道ではしばしば「力強い」と評されることがあるがどちらかというとパワー一辺倒ではなくバランス型に近く、突き押しの他に上手前褌を狙っての寄り、投げ、引き、いなしを使って相手を処理する。頭から当たって左を差すのが主な勝ち筋であり、猪突猛進でないためか2017年7月場所などは5秒以上10秒以内で終わった相撲が7番であった。懸念材料としては右膝の怪我があるが、錣山によると稽古熱心さでそれを補っているという。2017年9月場所前の座談会では舞の海から「押し一本だと、この先厳しいかもしれません。膝の故障もあるし、ずっと押しだけでいくと限界があると思います。押して駄目な時は前みつを取って食い下がるといった相撲があれば、取り口の幅も広がっていくと思います。体質、体型もあるでしょうけど、もう一つ、プロとしての尻や太腿、膝の上あたりにこぶが欲しいですね」と言われている。おっつけの威力は相当のものがあり、2017年11月場所2日目に御嶽海を破った際には「おっつけが良く、相手の肩からみしみしという音が聞こえた。今年の（最高の）一番を更新ですね」と本人が取組後に振り返っている。そのおっつけが評価されて2017年11月場所は技能賞を獲得している。一方、2018年1月場所の相撲を14代二子山は、貴景勝、御嶽海、阿武咲とまとめて「自分はこれが強いというものがあまりないですね」と指摘しており、御嶽海以外の共通点として「押し込んですぐに叩きに行く」と相撲のワンパターンさを突っ込んでいる。2019年3月場所前に14代二子山は自身のコラムで、横綱・大関相手だと頭から当たる良い相撲を取るが、平幕が相手だと手を出して立合いを止めようとして星が挙がらなくなるという傾向を指摘した。2019年3月場所3日目の栃ノ心戦のように左おっつけ右のど輪で廻しを取らせずに相手を遠ざけて勝つ相撲が北勝富士の理想の相撲であり、本人も「まわしを引かれたらアウトだと思っていた。それだけ圧力をかけていくのが自分の相撲」と語っていた。2020年1月場所3日目に鶴竜から金星を奪った際にも右のど輪が決め手となった。2021年3月場所4日目、5日目のような、流血戦も辞さない精神力も持ち味。好調な同年9月場所は、逆転技を食わない冷静な相撲ぶりを見せていた。一方、同場所12日目に3敗に後退した際は師匠の八角理事長から「北勝富士は自分の間合いばかり考えて仕切るのが遅い。肩にも力が入りすぎ」とリズムの悪さを指摘された。

## 人物・エピソード

### 取組・稽古・巡業関連
- 高校時代から新入幕の頃まで毎日稽古場で気付いたことをノートに書きこんでいたが、入幕からしばらくすると書けていない状況になった[13]。
- 2016年10月14日の大相撲秋巡業豊橋場所の朝稽古では照ノ富士に指名され、関取でも5分も続ければ息が上がるハードな稽古であるぶつかり稽古を13分間も行うなど厳しく鍛えられ、北勝富士は完全にグロッキーになってしばらく立ち上がれなくなったと伝えられた[81]。
- 2017年の夏巡業中、北勝富士は「日体大4年の時に（青森）十和田大会で団体戦で優勝したんです。次の日は、高校生の試合を見るために十和田に泊まって、メンバーで焼き肉食べてビール飲んで…。最高の気分で宿に戻ろうとしたら、たまたま近くで花火大会があったらしくて、花火が上がって、みんなで写真撮ったなー」と当時を振り返っている。7月29日の岐阜場所では、岐阜市内で花火が打ち上がるのを見た。「もう2度とやらない団体戦をやりたいなーって思い出しました」と、少し寂しい気持ちになったことを明かしている[82]。
- 2017年8月26日の夏巡業所沢場所では巡業会場を後にする際に、後援会長が所有する4000万円の真っ赤なフェラーリで送迎された[83]。前日の夜には居酒屋に同級生や知り合いが120人程度集まり、激励会を開いてくれた[13]。
- 花道を下がった時点で敗因は分かっているので、Youtubeで負けた試合を分析することはしないと、2017年11月の記事で述べている[13]。
- 2019年1月場所、6日目で鶴竜が、翌7日目も御嶽海が休場したため、不戦勝を獲得。1999年9月場所の玉春日以来史上3人目の2日連続で不戦勝を獲得する珍事となった[84]。
- それ以前から胃腸が強い方ではなく、新三役となった2019年3月場所は勝ち越さなければならないというプレッシャーによって初日からずっと毎朝5時半頃に腹痛がしていた。ところが11日目に負け越して就寝すると、吹っ切れたため朝になると治っていた[85]。
- 2020年の5場所での物言い回数6番は、この年の全5場所幕内に在位した29人中1位[86]。

### 交友関係
- ライバルは御嶽海。中学時代の頃からライバルとして意識しており、中学3年生の都道府県大会ベスト8で御嶽海に勝った時は物凄く嬉しくて、思わずガッツポーズが出た。[87]一方で、大卒入門でありすぐに年下の世代からの突き上げが来ると思っている北勝富士は、御嶽海と共に少ない時間を意識しながら自分達の代で盛り上げたいと奮闘している[13]。
- 郷土である埼玉県出身の大栄翔、阿炎とは仲が良く、新小結の際に「3人でよく食事に行くが『埼玉をもっと盛り上げられたら』という話もしている」と北勝富士本人が語っていた。一方で2018年1月場所で新入幕を果たした阿炎が、一気に番付を上昇させる姿を見て「先を越されるかと思っていた」と当時の心境を吐露した[88]。
- 日体大の6学年先輩である妙義龍は憧れの存在であり、北勝富士は「スタイルも似ているし、目標にしてやってきた。理想とする相撲です」と語っている。妙義龍も北勝富士をかわいがっており、巡業中には食事に連れていくなどした。2017年1月場所3日目に幕内で初顔となったが押し倒しによって破り、妙義龍に恩返ししている[89]。
- 2017年頃に後援会の紹介でマック鈴木と知り合い、以降親交を深めるようになった。2019年3月1日に行われた自身の握手会を兼ねたトークショーでも、マックはイベントを盛り上げるためにノーギャラで駆け付けた[90]。
- 2021年5月場所前の稽古後に隠岐の海とマスコミの電話取材に応じた。その際、同年3月場所の取組で頭部を強打し療養中の4月28日に急性呼吸不全で死去した三段目力士・響龍について心境を語っている。同学年で挨拶する程度の関係であったが、「ショック。相撲で亡くなるのは聞いたことがなかった」「常にけがと隣り合わせですけど、打ちどころが悪かったら死にもつながる。話を聞いて気が引き締まる」と人ごとではない様子であったという[91]。

### 自己管理・験担ぎ関連
- 1ヶ月前の自分より強くなることを目標として、大学生時代より1ヶ月に1度、自身の肉体を前後左右より撮影し続けている。写真を見比べて自身の成長度合いを確かめているという[92]。
- 十両へ昇進した頃は大師匠の北の富士からの評価があまり芳しくなく、2016年の文献では「身体がちょっと緩んでますね」と批判された。北の富士によれば、大学相撲の選手は4年生になると後輩が身の回りの世話をして、気分が関取衆と同じになり、稽古もあまりしなくなるという[93]。
- リラックス方法としては趣味のYouTube閲覧とダーツに加え、酒、カラオケ、ヒーリング音楽を取り入れている[13]。
- ある時は黒酢、ある時はタマネギ、またある時はバナナといったように、 験担ぎのために時期によって様々な物を飲食し続けている[13]。
- 番付発表後から千秋楽まで、後援会関係者との食事であっても酒を一滴も飲まない。睡眠時間を含めて生活のリズムを崩したくないという[94]。

### その他相撲関連
- 入門当時の四股名は、大輝 明道[注 1]で、明道という名前は、自身の父親と埼玉栄高校相撲部監督の名前から1字ずつ取ったものである[95]。この四股名は新入幕直前の2016年9月場所まで名乗った。
- その後現役引退まで名乗った四股名である北勝富士は、かつて八角部屋の別の力士が使っていたが、その力士は最高位東三段目3枚目で引退している[96]。従って彼は厳密にいうと二代目北勝富士ということになる。
- 北勝富士の活躍にあやかって「北勝富士」という名の焼酎も作られている。大関になったら所沢航空記念公園に自分の銅像を建てるという話もあるという[13]。

- 本人は「地味でいいんです。宇良関みたいに飛んだり跳ねたりできませんから。それより親方や相撲経験者、長年のファンの方たちから『あいつの相撲はいい』と言われるようになりたい」と、玄人受けする力士を目指している[17]。なおその宇良については「手のひらで転がされていた」「水と油」と言うほど苦手だったと引退後語っている[97]。

- 2017年5月9日、「北勝富士を応援する会」の内野正幸会長から「ウチノ看板（株）」名義となる自身5本目の化粧まわしを贈呈された。　北勝富士は「これまで4本（化粧まわしを）持っていますが、すべて色違い。青（い房）がきれい。僕のラッキーカラーでもあるので」と興奮気味[98]。図案化された三角形は内野会長の発案で、戦国武将の毛利元就の「三本の矢」の教えに、「ピラミッドもイメージした。どっしりして倒れないという。ピラミッドパワーは縁起がいい」と願いを込めた[99]。

- 網谷勇志はアマチュア時代のライバル。2023年10月11日に行われた秋巡業秩父場所のトークショーでは、観客として訪れていた網谷に「同世代に期待しているので、これからも応援させてください」と宇良、大栄翔とまとめてエールを送られた。会場である秩父市文化体育センターで開催された2008年の全国高校総体の大将戦で対戦した際は、1分を超える大熱戦の末に押し出しで敗れた。かなり悔しい負けだったためかこの時点でも鮮明に記憶しているようで「悪夢ですよ。秩父は良い思い出がない」と苦笑いしていた[100]。

### マスコミ出演・参加イベントなど
- 大学時代、Sexy Zone CHANNEL（フジテレビTWO）に出演。[101]
- 2017年1月28日、母校の市立南小と市立南陵中をそれぞれ訪れ、児童・生徒と交流した。力士として初めて両校を訪問した北勝富士は、子どもたちに「一生懸命やれば必ず成功する。夢に向かって頑張って」と呼び掛けた。北勝富士は小学校の卒業アルバムに「ぼくは、相撲取りになり横綱になりたいです」と夢を記したエピソードを披露。自身の小学生時代を「相撲の稽古、遊び、勉強に一生懸命だった」と振り返り、子どもたちに「とにかく一生懸命やってほしい」と呼び掛けた[102]。
- 2017年6月3日、所沢市の所沢警察署で一日署長を務めた。地元公民館から所沢駅まで約1.1キロをパレード。「パレードしてガラガラだったらどうしようと思っていた」と心配したが、約1000人が同市出身初の幕内力士である北勝富士を一目見ようと殺到した。パレード後には、交通安全や振り込め詐欺への注意などを駅前で呼びかけ、祖母に振り込め詐欺の電話があった体験を元にスピーチした。同年5月場所は前頭7枚目で10勝を挙げ、7月場所は上位総当たりの地位まで番付を上げることが確実。「昇進とか、優勝して、またパレードができるようにしたい」と笑顔を見せた[5][103]。
- 2018年2月10日の第51回NHK福祉大相撲では、市川由紀乃と『WINDING ROAD』をデュエット、ソロでは『Rainy Blue』を歌い、喉を披露[104]。
- 2019年5月5日にメットライフドームで行われた西武×楽天戦の試合前にセレモニアルピッチを行い、御嶽海似と言われる西武の主砲・山川穂高と真剣勝負となってセカンドフライに抑えた。山川は勝負の後に「お相撲さんの球は重かったです。絶対ホームラン打ちたいと思います」と完敗を認めリベンジを誓った[105]。2018年から始球式のオファーはあったが、師匠の八角と「三役に上がったらいいぞ」と交わした約束が叶った形となっている。小学4年生で相撲を本格的に始めた時から大相撲の力士に夢中で野球経験はなく「相撲ばっかりだったから野球のこと全然分からないや」とのことであり、始球式の前には「所沢の子どもに野球だけじゃないぞと教えたい」と意気込んでいた[106]。

### 趣味
- ダーツは2016年から始めて、現在では趣味としている。暇さえあればスマホでYouTube鑑賞しており「これがなかったら死んでます（笑）」というほどの中毒ぶり[17]。
- 2017年頃、初めてミュージカルを鑑賞したが、その作品は劇団四季が演じる『ライオン・キング』。最初は「正直、ばかにしてました。何で歌うのかって」と軽い気持ちであったがそのクオリティに感動し、以来劇団四季の虜になった[2]。
  - 妻とはミュージカル鑑賞が共通の趣味で、自身6度目の鑑賞となる『ライオン・キング』の鑑賞後、誰もいなくなったロビーで北勝富士はプロポーズしたと伝わる[107]。

## 合い口
いずれも2025年5月場所終了現在
（以下は最高位が横綱・大関の現役力士）
- 横綱・豊昇龍には2勝7敗*。豊昇龍の大関在位中は北勝富士の1勝2敗。豊昇龍の横綱昇進後は対戦なし。直近の勝利は2023年9月場所で決まり手は叩き込み。
- 大関・琴櫻には3勝4敗。琴櫻の大関昇進後は対戦なし。
- 元大関・髙安には11勝16敗（不戦勝1含む）。髙安の大関在位中は北勝富士の5勝5敗（不戦勝1含む）
- 元大関・朝乃山には3勝11敗。朝乃山の大関在位中は5敗。
- 元大関・正代には4勝13敗。正代の大関在位中は3勝5敗。
- 元大関・御嶽海には12勝16敗（不戦勝1含む）。御嶽海の大関在位中は1勝1敗。
- 元大関・霧島には2勝5敗。霧島の大関在位中は北勝富士の1勝2敗。直近の勝利は2023年9月場所で決まり手は寄り切り。

（以下は最高位が横綱・大関の引退力士）
- 元横綱・白鵬には3勝9敗（不戦勝1含む）。
- 元横綱・日馬富士には1勝1敗。
- 元横綱・鶴竜には4勝5敗（不戦勝1含む）。
- 元横綱・稀勢の里には2勝1敗。
- 元横綱・照ノ富士には3勝10敗。
- 元大関・琴奨菊には3勝5敗。いずれも琴奨菊の大関陥落後においての対戦成績である。
- 元大関・豪栄道には4勝7敗。
- 元大関・栃ノ心には7勝6敗。栃ノ心の大関在位中は北勝富士の3勝1敗。
- 元大関・貴景勝には11勝15敗。貴景勝の大関在位中は北勝富士の9勝8敗。直近の勝利は2023年9月場所で決まり手は叩き込み。

### 幕内対戦成績
| 力士名   | 勝数  | 負数 | 力士名   | 勝数 | 負数 | 力士名   | 勝数  | 負数 | 力士名   | 勝数 | 負数  |
| -------- | ----- | ---- | -------- | ---- | ---- | -------- | ----- | ---- | -------- | ---- | ----- |
| 碧山     | 16    | 3    | 朝紅龍   | 1    | 0    | 朝乃山   | 3     | 11   | 阿炎     | 7    | 9     |
| 安美錦   | 0     | 1    | 荒鷲     | 3    | 2    | 勢       | 1     | 2    | 石浦     | 3    | 3     |
| 逸ノ城   | 10    | 4    | 一山本   | 2    | 4    | 宇良     | 2     | 8    | 遠藤     | 13   | 12    |
| 炎鵬     | 2     | 0    | 欧勝馬   | 2    | 0    | 阿武剋   | 1     | 0    | 阿武咲   | 9(1) | 9     |
| 王鵬     | 3     | 0    | 魁聖     | 4    | 2    | 臥牙丸   | 1     | 0    | 輝       | 12   | 2     |
| 鶴竜     | 4(1)  | 5    | 稀勢の里 | 2    | 1    | 霧島     | 2     | 5    | 金峰山   | 4    | 1     |
| 豪栄道   | 4     | 7    | 豪ノ山   | 0    | 1    | 琴恵光   | 5     | 0    | 琴ノ若   | 3    | 4     |
| 琴奨菊   | 3     | 5    | 琴勝峰   | 3    | 2    | 琴勇輝   | 2     | 1    | 佐田の海 | 6    | 7     |
| 志摩ノ海 | 1     | 2    | 正代     | 4    | 14   | 湘南乃海 | 1     | 2    | 松鳳山   | 4    | 2     |
| 白熊     | 0     | 1    | 蒼国来   | 1    | 2    | 大奄美   | 2     | 1    | 大栄翔   | 8    | 12    |
| 大翔丸   | 4     | 1    | 貴景勝   | 11   | 15   | 貴ノ岩   | 5     | 0    | 隆の勝   | 9    | 7(1)  |
| 髙安     | 11(1) | 16   | 宝富士   | 11   | 7    | 豪風     | 2     | 1    | 玉鷲     | 10   | 12(1) |
| 美ノ海   | 1     | 1    | 千代鳳   | 1    | 0    | 千代翔馬 | 8     | 3    | 千代大龍 | 8    | 3     |
| 千代皇   | 1     | 0    | 千代の国 | 3    | 4    | 千代丸   | 4     | 0    | 剣翔     | 2    | 1     |
| 照強     | 2     | 3    | 照ノ富士 | 3    | 10   | 時疾風   | 1     | 1    | 徳勝龍   | 3    | 1     |
| 栃煌山   | 5     | 3    | 栃ノ心   | 7    | 6    | 翔猿     | 6     | 2(1) | 友風     | 1    | 0     |
| 豊響     | 0     | 1    | 錦木     | 9    | 7(1) | 錦富士   | 6     | 3(1) | 伯桜鵬   | 0    | 1     |
| 白鵬     | 3(1)  | 9    | 日馬富士 | 1    | 1    | 英乃海   | 2     | 1    | 平戸海   | 1    | 2     |
| 武将山   | 1     | 2    | 豊昇龍   | 2    | 7*   | 御嶽海   | 12(1) | 16   | 水戸龍   | 2    | 0     |
| 翠富士   | 3     | 4    | 妙義龍   | 10   | 8    | 明生     | 6     | 6    | 豊山     | 1    | 3     |
| 嘉風     | 6     | 4    | 竜電     | 13   | 7    | 狼雅     | 2     | 2    | 若隆景   | 1    | 6     |
| 若元春   | 4     | 5    |          |      |      |          |       |      |          |      |       |

- 他に優勝決定戦で豊昇龍に1敗がある。

## 主な成績

### 通算成績
- 通算成績：424勝368敗39休（61場所）
- 幕内成績：360勝338敗37休（49場所）

### 三賞・金星
- 三賞：3回
  - 技能賞：2回（2017年11月場所、2020年1月場所）
  - 敢闘賞：1回（2023年7月場所）
- 金星：7個
  - 白鵬：2個（2018年1月場所、2019年9月場所）
  - 日馬富士：1個（2017年9月場所）
  - 鶴竜：2個（2017年7月場所、2020年1月場所）
  - 稀勢の里：2個（2017年11月場所、2018年11月場所）

### 各段優勝
- 十両優勝：1回（2016年9月場所）
- 三段目優勝：1回（2015年9月場所）
- 序二段優勝：1回（2015年7月場所）
- 幕内最高優勝同点：1回

### 場所別成績
| | 一月場所 初場所（東京）  | 三月場所 春場所（大阪） | 五月場所 夏場所（東京） | 七月場所 名古屋場所（愛知） | 九月場所 秋場所（東京） | 十一月場所 九州場所（福岡） |
| --- | ------------------------ | ----------------------- | ----------------------- | --------------------------- | ----------------------- | --------------------------- |
| 2015年 （平成27年） | x                        | （前相撲）              | 東序ノ口11枚目 6–1      | 東序二段36枚目 優勝 7–0     | 東三段目36枚目 優勝 7–0 | 東幕下25枚目 5–2            |
| 2016年 （平成28年） | 東幕下16枚目 5–2         | 西幕下8枚目 5–2         | 西幕下筆頭 4–3          | 西十両13枚目 10–5           | 西十両6枚目 優勝 12–3   | 西前頭11枚目 9–6            |
| 2017年 （平成29年） | 東前頭8枚目 9–6          | 西前頭5枚目 7–8         | 東前頭7枚目 10–5        | 西前頭2枚目 8–7 ★           | 東前頭2枚目 7–8 ★       | 西前頭3枚目 11–4 技★        |
| 2018年 （平成30年） | 東前頭筆頭 4–11 ★        | 西前頭6枚目 6–9         | 西前頭9枚目 4–7–4       | 東前頭16枚目 11–4           | 東前頭9枚目 9–6         | 西前頭筆頭 7–8 ★            |
| 2019年 （平成31年 /令和元年） | 西前頭2枚目 9–6          | 西小結 7–8              | 東前頭筆頭 7–8          | 西前頭筆頭 9–6              | 東前頭筆頭 9–6 ★        | 東小結2 7–8                 |
| 2020年 （令和2年） | 東前頭2枚目 11–4 技★     | 東小結 4–11             | 感染症拡大 により中止   | 西前頭5枚目 9–6             | 東前頭2枚目 6–9         | 東前頭4枚目 11–4            |
| 2021年 （令和3年） | 東前頭筆頭 7–8           | 東前頭2枚目 9–6         | 西前頭筆頭 6–9          | 東前頭3枚目 8–7             | 東前頭2枚目 2–3–10      | 西前頭12枚目 11–4           |
| 2022年 （令和4年） | 西前頭4枚目 6–9          | 東前頭6枚目 9–6         | 東前頭3枚目 5–10        | 西前頭7枚目 6–9             | 西前頭8枚目 10–5        | 東前頭5枚目 7–8             |
| 2023年 （令和5年） | 東前頭6枚目 7–8          | 東前頭7枚目 7–8         | 東前頭7枚目 6–9         | 西前頭9枚目 12–3 敢         | 東前頭筆頭 8–7          | 西小結 5–10                 |
| 2024年 （令和6年） | 西前頭3枚目 4–5–6        | 東前頭9枚目 6–9         | 西前頭11枚目 7–8        | 東前頭13枚目 6–9            | 東前頭13枚目 8–5–2      | 東前頭12枚目 7–8            |
| 2025年 （令和7年） | 東前頭14枚目 休場 0–0–15 | 東十両8枚目 3–12        | 西幕下3枚目 引退 0–0–2  | x                           | x                       | x                           |
| 各欄の数字は、「勝ち-負け-休場」を示す。 優勝 引退 休場 十両 幕下 三賞：敢=敢闘賞、殊=殊勲賞、技=技能賞 その他：★=金星 番付階級：幕内 - 十両 - 幕下 - 三段目 - 序二段 - 序ノ口 幕内序列：横綱 - 大関 - 関脇 - 小結 - 前頭（「#数字」は各位内の序列） |                          |                         |                         |                             |                         |                             |

## 改名歴

### 力士
- 大輝 明道（だいき あきみち）2015年3月場所 - 2016年9月場所
- 北勝富士 大輝（ほくとふじ だいき）2016年11月場所[30] - 2025年5月場所

※本名の中村は年寄名跡であるため、そのまま四股名にすることができない

### 年寄
- 大山 大輝（おおやま だいき）2025年5月15日 -